# Steinkiste von Catterline
Koordinaten: 56° 53′ 52″ N, 2° 13′ 4″ W
In Catterline wurden zwei Steinkisten entdeckt. Die kurze, glockenbecherzeitliche Steinkiste von Catterline wurde 1923, etwa 150 m südwestlich der Farm „Upper Mains of Catterline“ bei Stonehaven in Aberdeenshire in Schottland entdeckt. Es handelt sich um Canmore ID 36774, Site Number NO87NE 2. Eine weitere Steinkiste enthielt eine glockenbecherzeitliche Kinderbestattung, Canmore ID 36764, Site Number NO87NE 10.
Die früher entdeckte Steinkiste enthielt eine gehockte männliche Bestattung, begleitet von einem Glockenbecher und einem Stück Quarzit. Ein Cairn von etwa 2,6 m Durchmesser bedeckte die Kiste. Die Steinkiste und die Funde befinden sich im Anthropologischen Museum der Universität Aberdeen.